# Lycium depressum
Lycium depressum är en potatisväxtart. Lycium depressum ingår i släktet bocktörnen, och familjen potatisväxter.

## Underarter
Arten delas in i följande underarter:
- L. d. angustifolium
- L. d. depressum